# Майоркски стенен гущер
Майоркски стенен гущер (Teira perspicillata), наричан също очилат гущер, е вид влечуго от семейство Гущерови (Lacertidae).

## Разпространение и местообитание
Видът е разпространен в Алжир и Мароко и е внесен на остров Менорка в Испания. Неговите естествени местообитания са средиземноморската храстовидна растителност, скалисти райони, морски брегове и градски зони.